# Claude-Humbert de Rolland
Claude-Humbert de Rolland, né le 23 avril 1708 à Marigny et mort le 27 novembre 1770, à Moûtiers, est un prélat de l'église catholique savoyard, dernier archevêque de Tarentaise à porter le titre de comte.

## Famille
Claude-Humbert de Rolland naît le 23 avril 1708 à Marigny, dans le pays de l'Albanais-Genevois). Il est le fils du noble Jean-Pierre de Rolland et de Anne-Marie de Chavanne, résidant dans un hôtel à Rumilly, possédant une maison à Marigny où naît Claude Humbert.
Après des études à Rumilly auprès des Oratoriens (tout comme l'un de ces successeurs Joseph de Montfalcon du Cengle, lui aussi originaire de l'Albanais), n'étant pas l'aîné de la famille qui compte douze enfants, il part pour Paris où il devient en quelques années docteur de Sorbonne. Il est un temps prédicateur à la cour de France, auprès de Louis XV, puis est nommé chanoine du chapitre de Toul.

### Épiscopat
Il prend la suite de l'archevêché de Tarentaise après une vacance de quatre années à la suite du décès de François-Amédée Milliet d’Arvillars, le 13 février 1749, avec l'appui de la maison de Savoie. Il est consacré le 1er mars 1750 par Carlo Vittorio Amedeo delle Lanze avec comme co-consécrateurs Pierre-François de Sales et Jean-Baptiste d'Orlié de Saint-Innocent.
En 1754, il acquiert une maison à Mercury, près de Conflans, qu'il transforme, jusqu'à l'appeler son « château de Létanche ».
Son rôle en tant qu'archevêque est marqué par la signature du traité, avec Charles-Emmanuel III de Sardaigne, le 26 juin 1769, mettant fin au pouvoir temporel de l'archevêque sur la province de Tarentaise - quatorze paroisses qui formaient le comté - et la perte du titre comtal. En réalité, il s'agit de la vente de quelques droits que les archevêques possédaient encore, et qui étaient plus honorifiques que lucratifs, sans compter que la maison de Savoie avait déjà la mainmise sur la province. Cependant, il reçut une rente de 3 000 livres et le titre honorifique de Prince de Conflans et de Saint-Sigismond, que porteront ses successeurs et perçoit toujours les différents impôts ecclésiastiques.
Claude-Humbert de Rolland meurt le 27 novembre 1770 à Moûtiers.